# لوروا جونز
لوروا جونز (بالإنجليزية: Leroy Jones)‏ (10 فبراير 1950 - 11 يوليو 2010) هو ملاكم أمريكي، صنّف ضمن فئة وزن ثقيل.

## وصلات خارجية
- لوروا جونز على موقع بوكس ريك (الإنجليزية) (registration required)